# Pic N’Ga
Der Pic N’Ga ist mit einer Höhe von 262 m die höchste Erhebung auf der Insel Île des Pins in der Südprovinz der Inselgruppe Neukaledonien. Er liegt in der Gemeinde L’Île-des-Pins nahe dem Ort Kuto. Er besteht aus ultramafischem Gestein.
Auf dem Berg befinden sich unter anderem Koniferenbestände, darunter die Arten Podocarpus longifoliolatus, Podocarpus sylvestris und Podocarpus novae-caledoniae.